# Тростинка
Трости́нка — село в Україні, в Обухівському районі Київської області. Населення становить 824 осіб. Первісно носило назву Чмельов. Перші згадки про село в історичних документах датоване 1432 роком.
У селі є дерев'яна церква збудована у 1873 році. Вона, у свою чергу, стоїть на місці давнішої, яку було споруджено 1745 року, а 1840 року її підняли на кам'яний фундамент. Перша ж сільська церква була збудована 1725 року.
Метричні книги, клірові відомості, сповідні розписи церкви Різдва Христового с. Тростинка (припис. Тростинська Новоселиця з ц. св. Пантелеймона) Барахтянської волості Васильківського пов. Київської губ. зберігаються в ЦДІАК України. http://cdiak.archives.gov.ua/baza_geog_pok/church/tros_001.xml
У травні 2022 року парафія церкви Різдва Богородиці увійшла до складу Київської єпархії Православної церкви України.
В Тростинці працює навчально-виховний комплекс (загально-освітня школа і дитсадок), бібліотека, клуб.
У Тростинці є пам'ятник Тарасу Шевченку, військовий меморіал та братська могила загиблих воїнів.

## Галерея

Церква Різдва Пресвятої Богородиці ПЦУ
Військовий меморіал
Будинок культури
Школа